# Cellara
Cellara är en ort och kommun i provinsen Cosenza i regionen Kalabrien i Italien. Kommunen hade 491 invånare (2017).